# Mercato telematico degli Investment Vehicles
Il Mercato telematico degli Investment Vehicles (MIV) è il mercato regolamentato di Borsa Italiana dedicato ai veicoli di investimento.
Sono presenti numerosi tipi di veicoli nella forma di Fondi di Investimento Alternativi (FIA):
- Investment companies
- Fondi di private equity
- Fondi chiusi immobiliari
- Fondi specializzati, fondi multi-strategy, fondi di fondi.

Si possono quotare:
- le Special Purpose Acquisition Companies (SPAC)
- le società, diverse dai FIA, con una strategia di investimento non ancora completata, come le SIIQ che non hanno ancora investito il capitale raccolto.

## Società del mercato
Fanno parte del mercato MIV le seguenti 6 società:
- Alba S.p.A.
- Ergycapital S.p.A. (appartenente all'indice FTSE Italia Small Cap)
- M&C S.p.A. (appartenente all'indice FTSE Italia Small Cap)
- Meridie S.p.A
- Mid Industry Capital S.p.A
- Space3 SPAC